# Perigrapha circumducta
Perigrapha circumducta là một loài bướm đêm trong họ Noctuidae.